# The Dinner (film, 2017)
Pour les articles homonymes, voir The Dinner (film, 2010) et Dinner.
Pour plus de détails, voir Fiche technique et Distribution.
The Dinner est un thriller américain écrit et réalisé par Oren Moverman et sorti en 2017.

## Fiche technique
- Titre original et français : The Dinner
- Réalisation : Oren Moverman
- Scénario : Oren Moverman
- Photographie : Bobby Bukowski
- Montage : Alex Hall
- Musique : Elijah Brueggemann
- Pays d'origine : États-Unis
- Langue originale : anglais
- Format : couleur
- Genre : thriller
- Durée : 120 minutes
- Dates de sortie :
  -  Allemagne : 10 février 2017 (Berlinale)
  -  États-Unis : 5 mai 2017

## Distribution
- Richard Gere : Stan Lohman
- Laura Linney : Claire Lohman
- Steve Coogan : Paul Lohman
- Rebecca Hall : Katelyn Lohman
- Chloë Sevigny : Barbara Lohman
- Charlie Plummer : Michael Lohman
- Adepero Oduye : Nina
- Michael Chernus : Dylan Heinz
- Taylor Rae Almonte : Kamryn Velez
- Joel Bissonnette (en) : Antonio

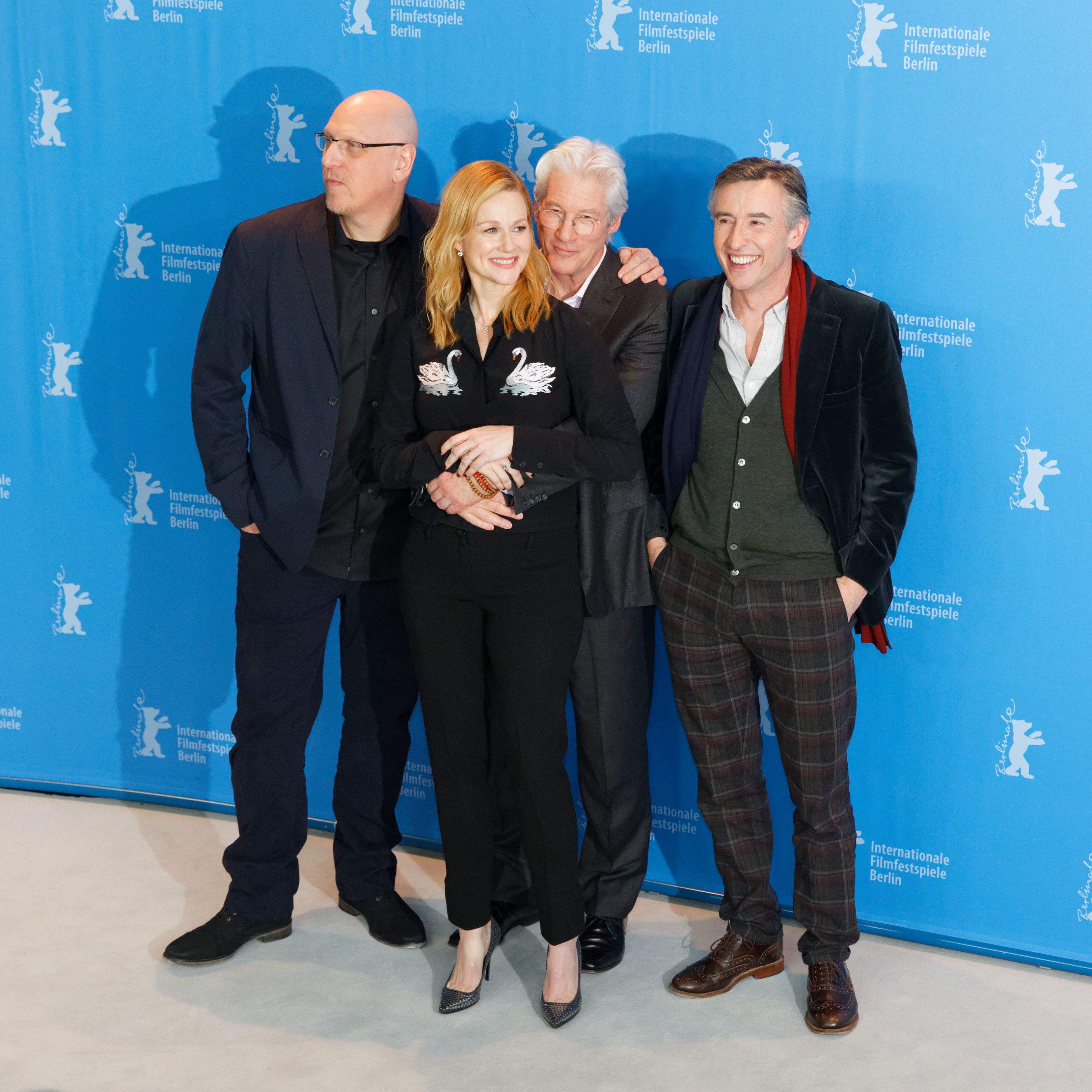
L'équipe du film à la Berlinale 2017.

- Seamus Davey-Fitzpatrick : Rick Lohman
- Dominic Colón : Rafael
- Onika Day : Homeless Woman - Moriah
- Robert McKay : Principal Crane
- Benjamin Snyder : Eight-year-old Rick
- Miles J. Harvey : Beau Lohman
- Heidi Brook Myers : Additional voices
- Laura Hajek : Anna
- George Aloi : Dan
- Emma R. Mudd : Val Lohman
- Jesse Dean Peterson : Eight-Year-Old Michael
- Judah Sandridge : Eight Year Old Beau
- Patrick Kevin Clark : Conor
- George Shepherd : Stephen Whitney
- Vincent Paolicelli : Teen (House Party) (uncredited)

## Distinction
- Berlinale 2017 : sélection officielle